# Universität Messina
Die Universität Messina (italienisch: Università degli Studi di Messina; lat.: Studiorum Universitas Messanae) ist eine Universität in der sizilianischen Hafenstadt Messina, in Italien.

## Geschichte

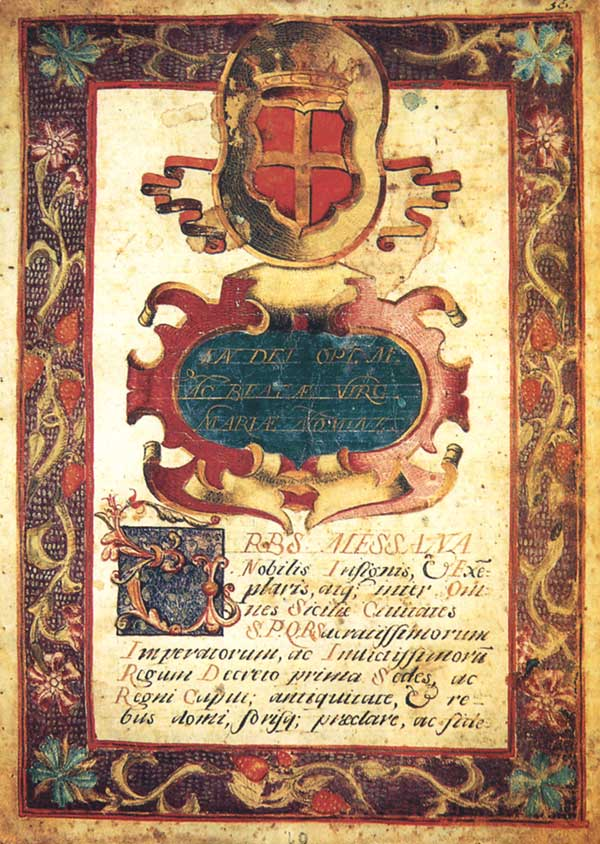
Diplom von 1672

Die historische Universität Messina geht auf ein 1548 nach der Genehmigung durch Papst Paul III. als studium generale gegründetes Kolleg der Jesuiten zurück. Die Gründung erfolgte allerdings gegen den Widerstand der städtischen Führungsschicht, die einen stärkeren eigenen Einfluss anstrebte. Erst 1591 kam es zu einer Einigung, die das Kolleg gegen eine Finanzierung durch die Stadt zu einer allgemeinen Hochschule umwandelte. Auch der Widerstand des Siculorum Gymnasium konnte überwunden werden. In den Statuten von 1597 wird der Einfluss der Jesuiten weiter zurückgedrängt, obwohl die Rechtsgrundlage weiterhin die Bulle Copiosus in misericordia Dominus Pauls III. blieb. Bis 1641 fungierte der Erzbischof von Messina als Kanzler der Universität, dann wurde das Amt direkt vom Senat der Stadt übernommen. 1679 wurde die Universität von den Spaniern nach der Niederschlagung der Messineser Revolte (1674–1678) geschlossen.
Die bestehende Universität Messina wurde 1838 von Ferdinand II. neu gegründet.

## Abteilungen

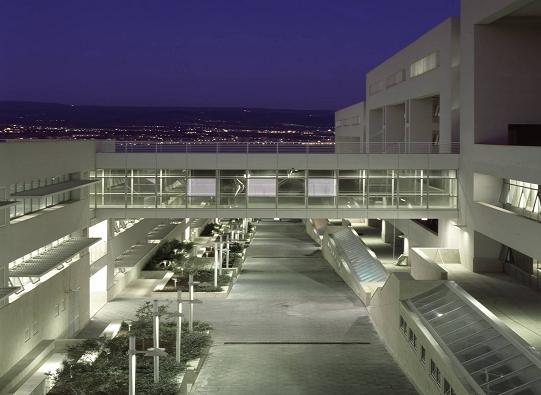
Ingenieurwissenschaftliche Fakultät (ehemals)

Die Universität von Messina hat nach Abschaffung der Fakultäten durch die Gelmini-Reform 12 Abteilungen (dipartimenti) sowie eine Ebene tiefer viele besondere Zentren:
- Civiltà antiche e moderne
- Economia
- Giurisprudenza
- Ingegneria
- Medicina clinica e sperimentale
- Patologia umana dell'adulto e dell'età evolutiva "Gaetano Barresi"
- Scienze biomediche, odontoiatriche e delle immagini morfologiche e funzionali
- Scienze chimiche, biologiche, farmaceutiche ed ambientali
- Scienze cognitive, psicologiche, pedagogiche e degli studi culturali
- Scienze matematiche e informatiche, scienze fisiche e scienze della Terra
- Scienze politiche e giuridiche
- Scienze veterinarie